# Mottenballenvloot

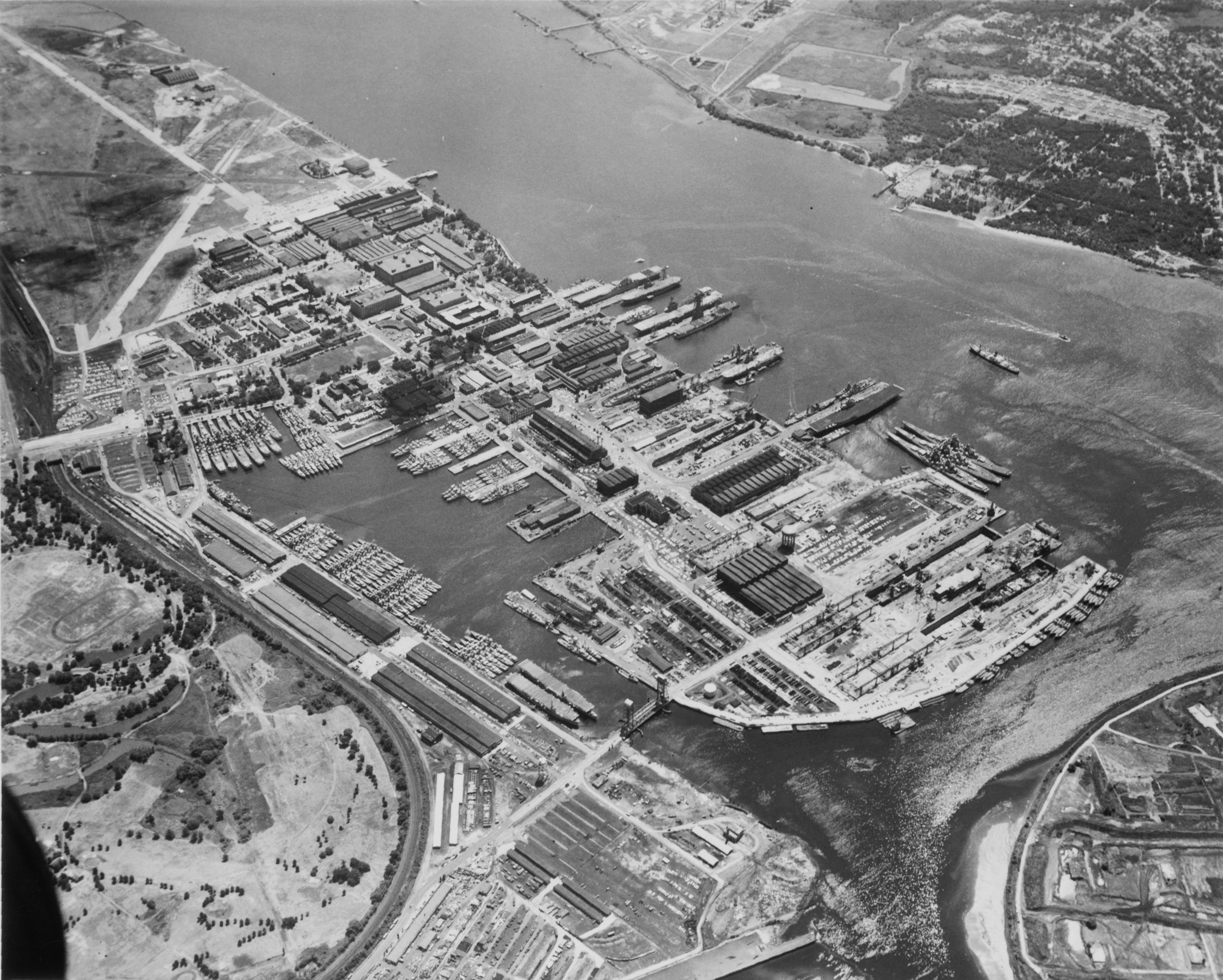
Opgelegde schepen bij de Philadelphia Naval Shipyard (1966).

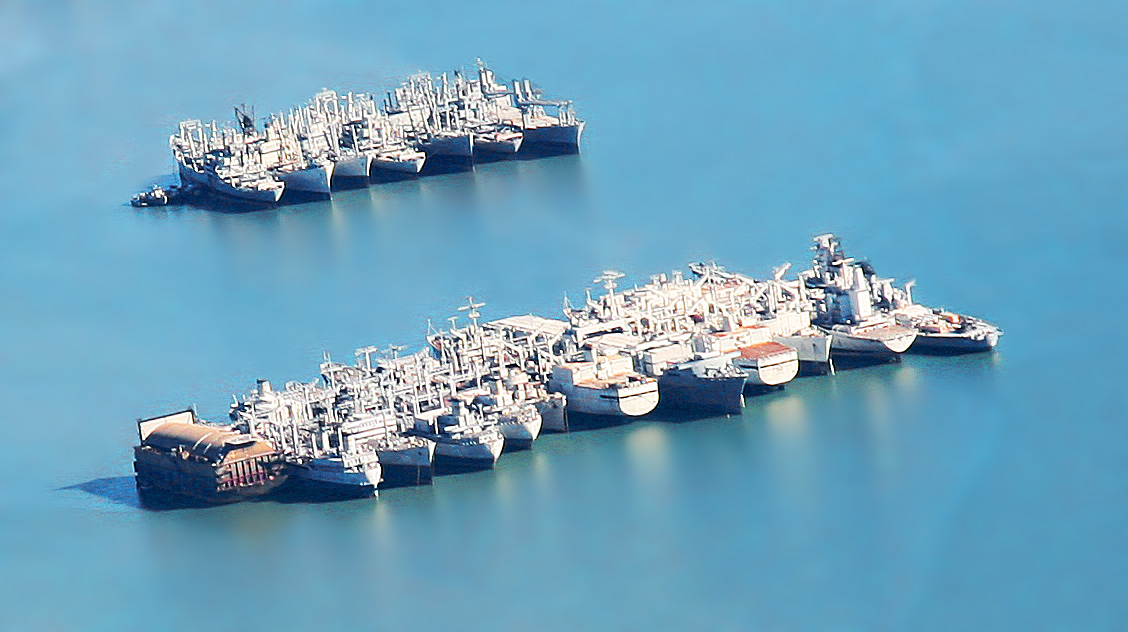
Diverse schepen "in de mottenballen" (Suisun Bay, Californië).

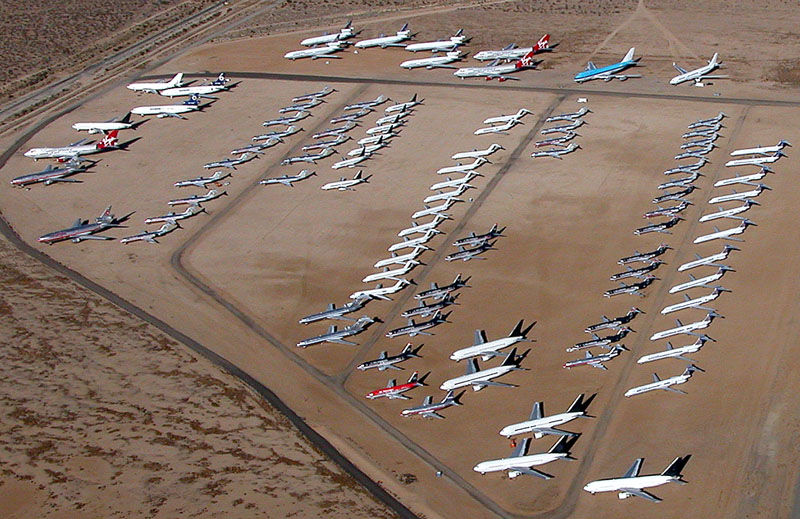
Opgelegde commerciële vliegtuigen bij Mojave Air and Space Port.

Een mottenballenvloot is het door een vervoerbedrijf of overheid bewaren van een aantal overbodig geworden voertuigen of (lucht)vaartuigen voor gebruik in later tijd wanneer de behoefte groter is of als er tekort ontstaat door wat voor reden dan ook. Het kan hierbij gaan om bijvoorbeeld treinen, bussen, trams en metro's maar ook om (oorlogs)schepen of vliegtuigen.
Vaak wordt door de instroom van nieuw materieel het oude materieel overbodig maar wil men het nog niet (geheel) afstoten om in later tijd over een reserve te kunnen beschikken bijvoorbeeld ook in geval van calamiteiten. Een andere reden kan zijn dat er te veel transportcapaciteit is door de bouw van nieuwe schepen of vliegtuigen of een terugval in het lading- of passagiersaanbod. De overbodig geworden voer- of vaartuigen worden dan opgelegd. 
Vaak bestaat er een verschil tussen direct en niet direct inzetbaar materieel. Direct inzetbaar materieel, ook wel aangeduid als operationele of winterreserve dient in onderhoud te blijven waarbij er regelmatig conditieritten dienen te worden gemaakt. Niet direct inzetbaar materieel wordt ook wel aangeduid met koude of strategische reserve en calamiteitenvloot maar hoeft niet in onderhoud te blijven wat dan kosten bespaart. Na een opknap- en onderhoudsbeurt kan het dan wel worden ingezet. Het is dan wel belangrijk ze in goede conditie te houden. Wanneer men dit verzuimt gaat het materieel er al snel in conditie op achteruit, zeker als men het ook nog eens in de open lucht stalt. Voor vliegtuigen is de woestijn een ideale plaats om ze tijdelijk te stallen. Bij schepen is de bestrijding van corrosie, zowel intern als extern, van belang. Inwendig wordt de luchtvochtigheid verlaagd door de inzet van droogmachines, waarbij de instroom van buitenlucht sterk gereduceerd moet worden door gaten en kieren af te sluiten. 
Het opleggen is tijdsgebonden omdat de conditie van het materieel, ondanks de getroffen maatregelen, toch verslechtert en het opleggen geld kost. Als het materieel voor langere tijd wordt opgelegd moet het een flinke, en daarmee kostbare, onderhoudsbeurt krijgen voor het weer inzetbaar is. Verder kunnen onderdelen niet meer geleverd worden of is een bemanning die met dit verouderde materieel overweg kan niet meer te vinden. Tot slot veranderen vervoerstechnieken. Na de Tweede Wereldoorlog werden veel traditionele stukgoed Liberty- en Victory-schepen opgelegd, maar door de komst van de container zijn deze schepen technisch verouderd.
Het woord mottenballenvloot is afgeleid van het gezegde iets uit de mottenballen halen wat betekent: iets van lang geleden oprakelen. Dit refereert aan het feit dat bijvoorbeeld kleding die moest worden bewaard altijd met mottenballen werd opgeborgen. In plaats van mottenballenvloot wordt ook wel gesproken over opleg waarbij de voer- of (lucht-) vaartuigen dan zijn opgelegd of in de opleg liggen.